# Barroso (região)

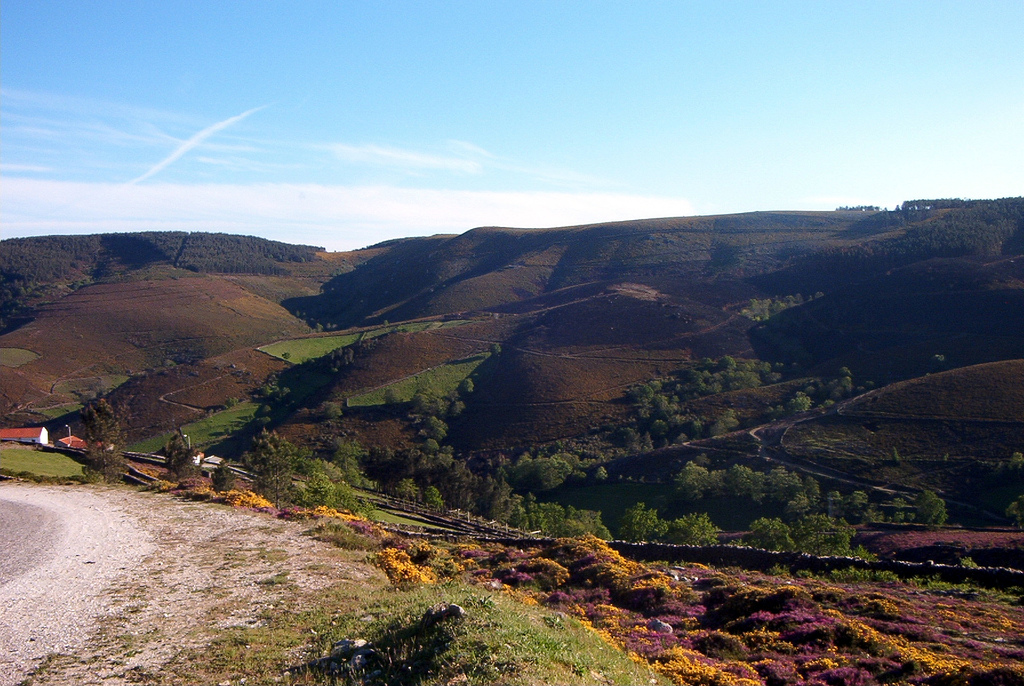
Paisagem da serra do Barroso

Barroso, ou Terras de Barroso, é o nome tradicional da região formada pelos concelhos de Montalegre e Boticas. 
O termo "Barroso" conserva o nome de uma das antigas "terras", circunscrições administrativas e judiciais em que o território português estava dividido desde o século XI. Possivelmente, o castelo que servia de centro a esta terra era o de São Romão, hoje um sítio desabitado na margem Sul da Barragem do Alto-Rabagão. A primeira menção incontroversa ao termo Barroso está num documento galego de 1100 que indica o Barroso servir de termo à villa de Tourém. Antes, em 942, o testamento de São Rosendo refere que ele possuía um rebanho de vacas "in Barosa". 
Esta terra foi incluída nas Inquirições Gerais de 1220 mas não sobrevivem os textos relativos a esta visita. Já o texto das Inquirições de 1258 relativo a esta circunscrição sobreviveu e através dele se percebem os limites da Terra do Barroso. Além dos territórios atuais dos concelhos de Boticas e Montalegre, a terra incluía as freguesias de Canedo, hoje concelho de Ribeira de Pena, e Vilar de Vacas (hoje Ruivães), no concelho de Vieira do Minho. Na Taxatio de 1320 (documento conhecido como Catálogo das Igrejas de 1319-20), o arcediagado do Barroso incluía ainda Guilhofrei, no concelho de Vieira do Minho, e Santiago de Serzedo, de localização desconhecida.
A 9 Junho de 1273, D. Afonso III, em carta de foral, fundou a vila de Montalegre e ergueu o respectivo castelo. Montalegre tornou-se assim a cabeça da Terra de Barroso em detrimento do castelo de São Romão. Este foral foi depois modificado por D. Dinis em 1289, D. Afonso IV em 1340, e D. João II em 1491. Em 1515, D. Manuel em converteu-o em foral novo. No reinado de D. João I, e na sequência da Guerra da Independência, a Terra de Barroso foi doada a D. Nuno Álvares Pereira e por ele passou à Casa de Bragança.  
Em 6 de Novembro de 1836, o concelho de Montalegre foi dividido, criando-se o novo município de Boticas e perdendo-se no processo, para o município de Vieira do Minho, o município de Vilar de Vacas (sediado em Ruivães) e, também, o Couto Misto de Santiago de Rubiás – Tourém.

## Agricultura
Em 2018,  região do Barroso foi declarada património agrícola mundial pela Organização das Nações Unidas para Alimentação e Agricultura (FAO).
A cerimónia de entrega do certificado realizou-se no dia 19 de Abril, em Roma, Itália, cidade onde está sediada a FAO.
O território do Barroso foi designado primeiro sítio GIAHS - Sistema Importante do Património Agrícola Mundial em Portugal. Trata-se de uma iniciativa da FAO para a promoção e preservação do património agrícola.
.
O Barroso é uma região agrícola dominada pela produção pecuária e pelas culturas típicas das regiões montanhosas, onde se mantêm as formas tradicionais de trabalhar a terra ou tratar os animais.
As principais actividades são a criação de gado e a produção de cereais, o que deu origem a um mosaico de paisagem em que as pastagens antigas, as áreas de cultivo (campos de centeio e hortas), os bosques e as florestas estão interdependentes.
O comunitarismo é ainda um dos valores e costumes característico desta região, intimamente associado às práticas rurais de vida colectiva e à necessidade de adaptação ao meio ambiente.
Os sítios GIAHS são sistemas agrícolas vivos, envolvendo as comunidades humanas numa relação intrincada com o território, com a paisagem cultural e agrícola, bem como com o ambiente biofísico e social.

## Tenentes de Barroso
- Gonçalo Mendes de Sousa, o Sousão
- Conde Mendo Gonçalves de Sousa,
- Gonçalo Mendes de Sousa II
- Gil Vasques de Soverosa
- Conde Gonçalo Garcia de Sousa
- Mendo Rodrigues de Briteiros